# Hussain Abbas
Hussain Abbas Juma Kharam Ahmad, meglio noto come Hussain Abbas (in arabo حسين عباس‎?; Dubai, 30 novembre 1994), è un calciatore emiratino, difensore del Dibba Al Hisn.

## Carriera
Abbas è cresciuto nel settore giovanile dell'Al-Nasr. Proprio con questa squadra ha fatto il suo debutto da professionista l'8 febbraio 2015, giocando titolare nella sfida contro lo Sharjah; nella stessa sfida Hussain realizzò anche il suo primo goal segnando al novantesimo minuto il goal del momentaneo 1-0.
Nel marzo del 2016 Abbas fece il suo esordio in campo internazionale, giocando titolare la sfida valevole per la fase a gironi dell'AFC Champions League 2016 tra l'Al-Nasr e la squadra iraniana del Sepahan, sfida alla fine vinta per 2-0 dall'Al-Nasr. Giocherà poi altre 8 partite, 7 con l'Al-Wahda ed una con il Baniyas, nella massima competizione continentale nelle edizioni successive.
Nel 2018 firma con la squadra di Abu Dhabi dell'Al-Wahda, con la squadra resta per due stagioni collezionando 30 presenze.
Nel 2020 si trasferisce poi al Baniyas dove rimane per quattro stagioni, collezionando 67 presenze in campionato.
Nell'estate del 2024, cambia nuovamente squadra firmando un contratto con la squadra del Dibba Al Hisn.

### Nazionale
Ha giocato nella nazionale emiratina Under-23.

## Palmares

### Club

#### Competizioni nazionali
- Coppa del Presidente degli Emirati Arabi Uniti: 1

Al-Nasr: 2014-2015
- UAE Arabian Gulf Cup: 1

Al-Nasr: 2014-2015
- UAE Super Cup: 1

Al-Wahda: 2018

#### Competizioni internazionali
- Coppa dei Campioni del Golfo: 1

Al-Nasr: 2014